# 에노키즈
에노키즈(일본어: えのきづ)는 일본의 만화가이다. 대표작으로 《코토우라양》이 있다.

## 주요 작품
- 《코토우라양》
- 《사쿠라 씨 방황 중!》
- 《나데시코!》
- 《토타롯코》
- 《아쿠레키》